# Раздан
Раздан (на арменски: Հրազդան) е град, административен център на провинция Котайк, Армения. Населението му през 2009 година е 52 949 души.

## Население
- 1990 – 60 839 души
- 2001 – 43 926 души
- 2009 – 52 949 души